# Kobeřice u Brna
Kobeřice u Brna (in tedesco Koberitz) è un comune della Repubblica Ceca facente parte del distretto di Vyškov, in Moravia Meridionale.